# 153
Het jaar 153 is het 53e jaar in de 2e eeuw volgens de christelijke jaartelling.

## Gebeurtenissen

### India
- Koning Khuiyoi Tompok regeert over het koninkrijk Manipur in het oosten van India.